# Ingo Wolf

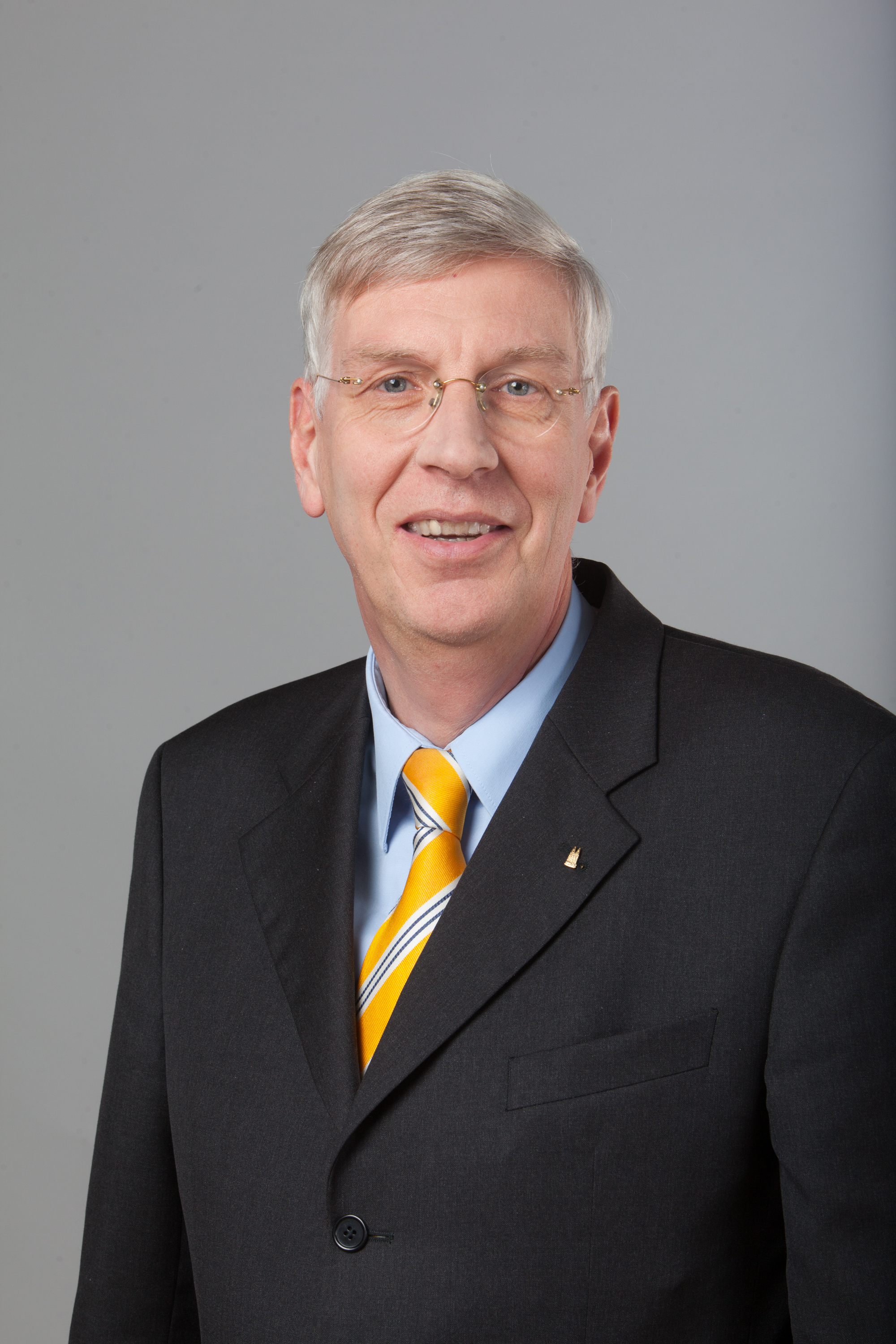
Ingo Wolf (2013)

Ingo Wolf (* 26. März 1955 in Braunschweig) ist ein deutscher Politiker der FDP und war von 2005 bis 2010 Innenminister und Sportminister des Landes Nordrhein-Westfalen. Von 2015 bis 2017 war Wolf Vorsitzender des Rechtsausschusses des nordrhein-westfälischen Landtags.

## Ausbildung und Beruf
Wolf besuchte von 1965 bis 1973 das Städtische Gymnasium Kreuzgasse in Köln. Sein 1973 an der Universität zu Köln begonnenes Studium der Rechtswissenschaften musste er für seinen Wehrdienst 1974 bis 1975 unterbrechen. 1980 absolvierte er das Erste und 1983 das Zweite Staatsexamen. Von 1983 bis 1984 war Wolf Zivilrichter am Landgericht Aachen, anschließend bis 1989 Geschäftsführender Assistent am Institut für Energierecht an der Universität zu Köln, wo er 1989 mit dem Thema Vertragliche Haftungsbeschränkungen der Gesellschafter bürgerlichen Rechts gegenüber gesellschaftsexternen Gläubigern promoviert wurde. Seit 1989 ist Wolf als Rechtsanwalt zugelassen.
Von 1990 bis 1993 war er stellvertretender Stadtdirektor und von 1993 bis 1999 Oberkreisdirektor und damit Kreispolizeichef in Euskirchen. Seit 2000 gehört Wolf dem Landtag von Nordrhein-Westfalen an. Von 2005 bis 2010 war Wolf Innenminister und Sportminister des Landes Nordrhein-Westfalen. Seither ist er Sprecher der FDP im Ausschuss für Europa und eine Welt, Obmann in der Verfassungskommission des Landes NRW und Mitglied des Sportausschusses. Seit 2015 ist Wolf Vorsitzender des Rechtsausschusses des nordrhein-westfälischen Landtags.
Im Februar 2011 wurde bekannt, dass die Bundesregierung Ingo Wolf zur Wahl in das Amt des Vizepräsidenten des Bundesrechnungshofes vorschlagen will. In den politischen Gremien ergab sich hierzu aber keine Mehrheit.

## Partei

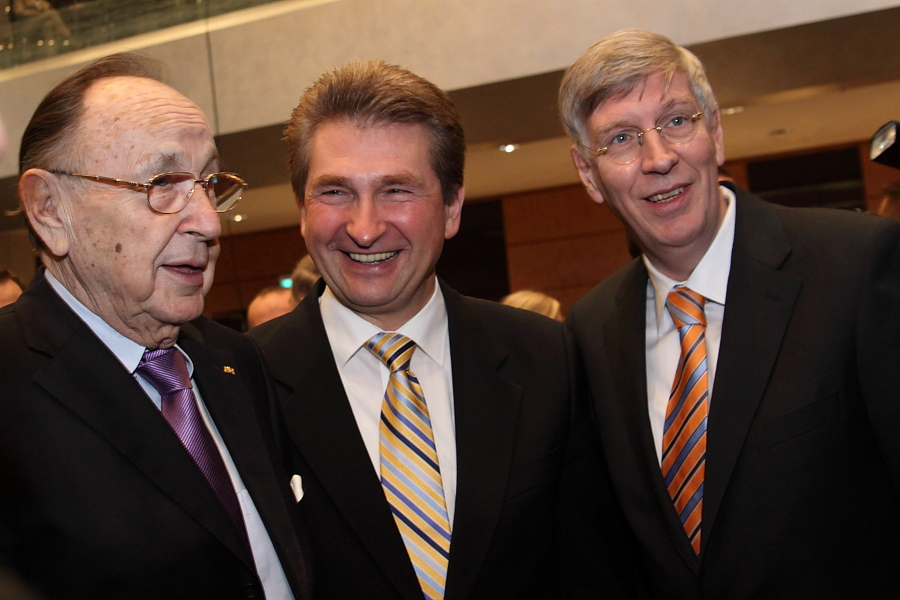
Ingo Wolf (rechts) mit Hans-Dietrich Genscher und Andreas Pinkwart

Wolf ist seit 1988 Mitglied der FDP. Von 2000 bis 2003 war er Vorsitzender des FDP-Kreisverbandes Euskirchen. Von 2002 bis 2014 war Wolf Vorsitzender des FDP-Bezirksverbandes Aachen und war bis 2012 per § 21 der Landessatzung Mitglied des geschäftsführenden FDP-Landesvorstandes.
Wolf war Mitglied des Kreistages Euskirchen von 1999 bis 2005, wobei er der FDP-Fraktion von 1999 bis 2004 vorsaß. Von 1999 bis 2005 war er Mitglied im Euregiorat (dem höchsten Gremium der Euregio Rhein-Waal) und kooptiertes Vorstandsmitglied im Landkreistag NRW sowie im Präsidium des Städte- und Gemeindebundes NRW.

## Abgeordneter
Ingo Wolf war vom 2. Juni 2000 bis zum 30. Mai 2017 Abgeordneter des Landtags Nordrhein-Westfalen mit dem Wahlkreis Euskirchen I. Vom 17. Oktober 2002 bis zum 8. November 2002 hatte er überdies für die nordrhein-westfälische Landesliste ein Bundestagsmandat inne, welches er wieder niederlegte, als er in der Nachfolge von Jürgen Möllemann am 29. Oktober 2002 zum  Vorsitzenden der FDP-Landtagsfraktion NRW gewählt wurde. Dieses Amt hatte er bis 2005 inne. 2014 kündigte Ingo Wolf auf dem Bezirksparteitag der FDP Aachen an, nach 15 Jahren auf der kommunalen Ebene und 17 Jahren als Landtags- sowie kurzzeitiger Bundestagsabgeordneter nicht mehr für den Landtag zu kandidieren.

## Minister
Nach der Landtagswahl 2005 berief Ministerpräsident Jürgen Rüttgers den Spitzenkandidaten der FDP Landesliste, Ingo Wolf, als Innenminister in sein Kabinett, der zugleich auch für das Ressort Sport zuständig war. Als liberaler Innenminister achtete Wolf nach eigener Aussage auf die „Balance zwischen Freiheit und Sicherheit“. Gesetzesverschärfungen lehnte er daher ab, so lange der Vollzug bestehender Gesetze noch verbessert werden konnte.

### Funktionalreform
Unter der Federführung des Innenministeriums wurde die bis dato größte Funktionalreform seit Gründung des Landes NRW durchgeführt. Durch die angeordnete Umstrukturierung wurden ca. 140 Sonderbehörden sowie 12.000 Verwaltungsstellen im Personalbudget des Landes abgebaut. Gleichzeitig wurden 136 selbstständigen Organisationseinheiten aufgelöst. Darunter die unteren Sonderbehörden mit anschließender Integration in Bezirksregierungen (38 Behörden mit über 3000 Stellen zum 1. Januar 2007) (Datum des Gesetzes 12. Dezember 2006). Die Umweltverwaltung wurde zum 1. Januar 2008 weitgehend kommunalisiert (Verlagerung von 9600 aus 13 000 Anlagen zu Kreisen und kreisfreien Städten), die Niederlassungen im Straßenbau von 17 und 9 reduziert (Kabinettsbeschluss vom 4. Juli 2006) sowie die Auflösung von 11 Versorgungsämtern und Kommunalisierung der Aufgaben zum 1. Januar 2008 Reduktion von 1800 Stellen auf 1348. In den Bezirksregierungen setzte er eine Neustrukturierung um, die die Auflösung von 5 Abteilungen und 56 Dezernaten zur Folge hatte. In seinem Innenministerium kam es in Folge der Reform zur Reduktion von 10 Referaten. Mit einem 1,5%igen jährlichen Stellenabbau mit Ausnahme der Bereiche Schule, Justiz, Polizei und Finanzen wollte Wolf den finanziellen Handlungsspielraum des Landes kontinuierlich erweitern.

### Innenpolitik und Polizei
Mit dem politischen Ziel „Oberste Priorität ist die innere Sicherheit“ setzte Innenminister Wolf sein Konzept „mehr Fahnden statt Verwalten“ um. Nach Abschluss der Reform sollte NRW die flachste Hierarchie aller Polizeien in Deutschland  aufweisen. So verlagerte er 500 Stellen zurück in den operativen Bereich (Polizeiorganisationsgesetz I, 2. Januar 2007). Dies gelang durch die Verlagerung von knapp 2000 Stellen (davon ca. 300 aus dem Bereich der Bezirksregierungen) der Autobahnpolizei auf 5 große Kreispolizeibehörden (Köln, Düsseldorf, Dortmund, Münster, Bielefeld) und die Verschmelzung von 3 eigenständigen Polizeipräsidien (PP) - Leverkusen mit PP Köln, Mülheim mit PP Essen, Wasserschutzpolizei mit PP Duisburg. Mit dem anschließenden Polizeiorganisationsgesetz im Jahre 2007 (2. Juli 2007) schaffte Wolf die Bezirksregierungen als Polizeiinstanz ab und errichtete stattdessen eine zentrale Landesleitstelle. Mit der Novellierung des Polizeigesetzes (23. Februar 2010) strebte Wolf eine Binnenmodernisierung der Polizei mit einer Ausrichtung auf die Kernaufgaben an. So wurde bei sukzessiver Einführung der Direktionsstruktur in den Kreispolizeibehörden die Verwaltungsebene „Polizeiinspektionen“ in den 47 Kreispolizeibehörden um 42 (von 119 auf 77) reduziert.
Durch Einführung der sogenannten Funktionszuordnung (FZO) wurden insbesondere bei der Kriminalpolizei Beförderungsstellen gestrichen. Diese umstrittene Entscheidung führte dazu, dass hochqualifizierte Kriminalisten sich vermehrt um bessere Stellen bei der Schutzpolizei bewarben. Die frei werdenden Stellen konnten nicht ohne weiteres mit qualifizierten Kriminalisten besetzt werden.
Unter Wolf wurde die Polizei in Nordrhein-Westfalen personell deutlich vergrößert. Er führte 2 Landesreiterstaffeln in Düsseldorf und Dortmund wieder ein, nachdem sie von der Vorgängerregierung abgeschafft wurden. Darüber hinaus wurden trotz der Wochenarbeitszeiterhöhung von 38,5 auf 41 Stunden 841 Stellen beibehalten. Mit jährlich 1100 neuen Polizeianwärtern ab 2008 statt 500, wie von der vorherigen Regierung geplant, sollte die sich bereits abzeichnende Problematik des demographischen Wandels abgefedert werden. Am 15. Dezember 2008 erließ er darüber hinaus Leitlinien für die Polizei zum Schutz nationaler Minderheiten vor Diskriminierungen.
Die bis dato häufig kritisierte schlechte Ausstattung der Polizei wurde von 2006 bis 2010 sukzessiv erneuert. Neben der Umstellung der Polizeiuniformen auf blau erhielten alle Polizeivollzugsbeamten neue funktionale Uniformen, neue Schutzwesten, Dienstwaffen sowie Helme und Einsatzmehrzweckstöcke. Mit einem Investitionsvolumen von ca. 715,3 Mio. € (2005–2010) wurden 20 Neubauten umgesetzt und 14 weitere Bauprojekte polizeilicher Nutzung geplant.
In der Regierungszeit kam es zu einem Rückgang angezeigter Straftaten um 3 % seit 2005 und einer Steigerung der Aufklärungsquote von 46,7 % auf 50,8 %, der damals höchsten Aufklärungsquote seit 1963. Die Zahl der Verkehrstoten fiel in dieser Zeit auf die niedrigste Zahl seit 1963 (85 % weniger). Damit nahm NRW Platz 1 bei den Flächenländern ein.
Im Oktober 2009 veranlasste Wolf die vorzeitige Pensionierung des Bochumer Polizeipräsidenten Thomas Wenner. Gründe wurden nicht angegeben. Neben der Tatsache, dass Wenner verantwortlich für die Absage aus Sicherheitsgründen der – von der Landesregierung sehr gewünschten – Loveparade 2009 in Bochum war, soll eine Rolle gespielt haben, dass SPD-Mitglied Wenner beim Streit um organisierte Kriminalität eine stark kontroverse Position zu Wolf einnahm und damit die SPD-Opposition im Landtag unterstützt haben soll.
Im Zuge der Vorbereitungen der Loveparade 2010 in Duisburg, bei der es später zu einem folgenschweren Unglück mit 21 Toten kam, forderte der Bundestagsabgeordnete Thomas Mahlberg 2009 die Ablösung des Duisburger Polizeipräsidenten Rolf Cebin, der sich aus Sicherheitsgründen für eine Absage der Veranstaltung eingesetzt hatte. Cebins Vorgehen ziehe eine „Negativberichterstattung in der gesamten Republik“ nach sich, Mahlberg bat daher Wolf „Duisburg von einer schweren Bürde zu befreien und den personellen Neuanfang im Polizeipräsidium Duisburg zu wagen“. Rolf Cebin wurde im Mai 2010 altersbedingt in den Ruhestand versetzt. Sein Nachfolger sah dann keine Probleme mit der Sicherheit mehr.
Im August 2006 stellte Wolf den Entwurf für ein neues Verfassungsschutzgesetzes vor, das es ermöglicht, eine ganze Reihe von Sonderbefugnissen, die dem Verfassungsschutz im Rahmen der Terrorbekämpfung zugestanden wurden, erheblich zu erweitern. Danach sollten auch die Aktivitäten inländischer Terrorzellen im Internet überwacht werden können, weil sich die Sicherheitslage mit den misslungenen Terroranschlägen verändert hatte: „Bisher war die Terror-Gefahr abstrakt. Jetzt ist sie konkret“, sagte der Innenminister in Bezug auf die im selben Monat verhinderten Anschläge auf Nahverkehrszüge in Köln. Und vor der dritten Lesung im Dezember: „Mit dieser Gesetzesänderung tritt der Verfassungsschutz auf technische Augenhöhe mit den Verfassungsfeinden.“ Damit stieß er auf heftige Kritik bei den Oppositionsparteien im Landtag, die eine solche Überwachung ablehnen. Am 27. Februar 2008 wurde das Gesetz von Bundesverfassungsgericht für mit dem Grundgesetz unvereinbar und nichtig erklärt.

### Kommunales und Wahlrecht
Das Gemeindeordnungsreformgesetz (Inkrafttreten 17. Oktober 2007) verlängerte die Amtszeiten für Bürgermeister und Landräte (Hauptverwaltungsbeamte) von 5 auf 6 Jahre. Mit der damit eintretenden  Entkopplung der Wahlen der Hauptverwaltungsbeamten und Kommunalvertretungen sollte die kommunale Demokratie gestärkt werden. Dagegen sollte die Kommunalwahl an die Europawahl gebunden werden, um für beide Wahlen Synergieeffekte zu erzeugen. Einerseits konnten die Kosten für die Wahlen gesenkt und für die  Wahlbeteiligung für die Europawahl erhöht werden. Die Abschaffung der Stichwahl durch das Kommunalwahlreformgesetz wurde kontrovers diskutiert. Darüber hinaus wurde in seiner Zeit als Innenminister der Ratsbürgerentscheid auf kommunaler Ebene eingeführt.

### Sport
Sportminister Wolf setzte sich für die erstmalige Schaffung von 5 Sportschulen in NRW ein: in Düsseldorf, Solingen, Minden, Dortmund und Münster (Kabinettsbeschluss vom 12. September 2006). Die damals klammen Sportvereine sollten mit dem Kreditprogramm zur Sportstättenfinanzierung für Vereine pro Jahr mit 50 Mio. € Gesamtvolumen für 2008–2010 (150 Mio. € Gesamtvolumen für 2008–2010) unterstützt werden. Wolf setzte auch die Beteiligung am Leistungssportförderungsprojekt „Momentum“ (DSHS Köln) mit einer Beteiligung von 500.000 Euro pro Jahr in seiner Amtszeit durch.

## Mitgliedschaften und Funktionen
Ingo Wolf ist seit 2021 Vorstandsvorsitzender der Sportstiftung NRW. In dieser Funktion engagiert er sich ehrenamtlich für die Förderung des Nachwuchsleistungssports in NRW. In seiner Funktion setzte er sich für die Einführung des NRW-Sportstiftungs-Stipendium ein, für dessen Finanzierung er erfolgreich Partner aus der Wirtschaft für die Stiftung gewinnen konnte. Ebenfalls ehrenamtlicher Vorsitzender des Vorstands ist er seit 2019 beim Amerika Haus NRW. Das Amerika Haus NRW versteht sich als Anlaufstelle für transatlantischen Dialog, richtet jährlich etwa 40 Veranstaltungen zu transatlantischen Themen aus und erreicht so tausende Menschen in NRW jedes Jahr.
Weitere Mitgliedschaften und Funktionen sind:
- Vorsitzender des Vorstandes der Kulturinitiative Klösterchen e. V. (seit 2000)
- Vorsitzender des Vorstandes der Ingo-Wolf-Stiftung Chancen für Kinder (seit 2004)[20]
- Mitglied des Kuratoriums der Stiftung des 1. FC Köln[21] (2009–2018)
- Mitglied des Kuratoriums der Stiftung Entwicklung und Frieden (sef) (seit 2010)
- Vizepräsident des Deutschen Hockey-Bundes (2011–2019)
- Senatspräsident der DLRG-Stiftung Westfalen (seit 2012)[22]
- Mitglied des Hochschulrates der IST-Hochschule Düsseldorf (seit 2014)[23]
- Mitglied des Kuratoriums des Instituts für europäische Partnerschaften und internationale Zusammenarbeit in Hürth (seit 2015)[24]
- Mitglied des Kuratoriums Rhine-Ruhr 2025 FISU World University Games (seit 2024)[25]

## Familie
Ingo Wolf ist verheiratet und hat drei Kinder.

## Sonstiges
Ingo Wolf spielte über ein Jahrzehnt als Vorstopper in der Feldhockey-Bundesliga bei Rot-Weiß Köln.

## Auszeichnungen
Im August 2018 wurde Wolf in Anerkennung seiner herausragenden Leistungen in der Politik und im Ehrenamt mit dem Verdienstorden des Landes Nordrhein-Westfalen ausgezeichnet.